# 극장판 꼬마버스 타요의 에이스 구출작전
《극장판 꼬마버스 타요의 에이스 구출작전》은 2014년에 개봉한 대한민국의 애니메이션 영화로, 《꼬마버스 타요》의 첫 극장판이다.

## 줄거리
어느 날, 두리와 헤어져 우연히 버려진 장난감들의 나라로 가게 된 에이스. 에이스를 찾아 헤매던 타요와 친구들 또한 ‘장난감 나라’로 빨려 들어가게 된다. 그곳에서 갇혀있는 에이스를 발견한 것도 잠시, 타요와 친구들은 ‘장난감 나라’ 여왕에게 쫓기게 되는데… 과연 타요와 친구들은 여왕을 물리치고 에이스를 구해낼 수 있을까?

## 성우진
- 문남숙 - 타요 역
- 정혜옥 - 두리 역
- 최하나 - 하나 역
- 김영선 - 에이스 역
- 전숙경 - 여왕 역
- 김은아 - 또리 역
- 엄상현 - 블로, 지게차 1호 역
- 신용우 - 지게차 2호 역
- 정미라 - 러비 역